# Elizabeth Gutiérrez

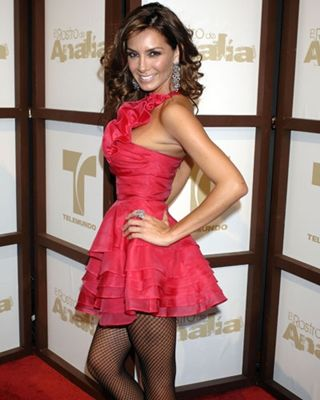
Elizabeth Gutiérrez (2008)

Elizabeth Gutiérrez Nevárez (* 1. April 1979 in Los Angeles, Kalifornien) ist ein US-amerikanisches Model und eine Schauspielerin.

## Leben
Gutiérrez wurde als jüngstes von acht Kindern mexikanischer Eltern in Los Angeles geboren. Ab ihrem fünften Lebensjahr lebte sie im mexikanischen Bundesstaat Jalisco. Als sie zehn Jahre alt war, zog die Familie zurück in die USA.
Seit 2003 befindet sie sich in einer On-Off-Beziehung mit dem Schauspieler William Levy. 2006 kam ein gemeinsamer Sohn zur Welt, 2010 folgte eine Tochter.
Ab 2004 begann sie, in verschiedenen spanischsprachigen US-amerikanischen Fernsehserien Charakterrollen zu übernehmen. 2007 verkörperte sie die Rolle der Paola Irazábal in insgesamt 187 Episoden der Fernsehserie Acorralada. Sie verkörperte die Serienhauptrolle der Ana Lucía „Analía“ Moncada in El Rostro de Analía von 2008 bis 2009. Weitere größere Serienrollen übernahm sie von 2009 bis 2010 in Corazón salvaje und von 2012 bis 2013 in El Rostro de la Venganza.

## Filmografie
- 2004: Jugar a ganar (Fernsehserie)
- 2006: Olvidarte Jamás (Fernsehserie, Episode 1x01)
- 2007: Isla Paraíso (Mini-Serie)
- 2007: Acorralada (Fernsehserie, 187 Episoden)
- 2008: Amor Comprado (Fernsehserie, Episode 1x01)
- 2008: Fotonovela
- 2008–2009: El Rostro de Analía (Fernsehserie, 178 Episoden)
- 2009–2010: Corazón salvaje (Fernsehserie, 102 Episoden)
- 2010–2011: El Fantasma de Elena (Fernsehserie, 2 Episoden)
- 2012–2013: El Rostro de la Venganza (Fernsehserie, 106 Episoden)
- 2017: Milagros de Navidad (Miniserie, Episode 1x16)
- 2018: El Fantasma de mi Novia